# Associazione Calcio Sampierdarenese 1933-1934
Questa pagina raccoglie i dati riguardanti l'Associazione Calcio Sampierdarenese nelle competizioni ufficiali della stagione 1933-1934.

## Divise
| Prima divisa |

## Organigramma societario
Area direttiva
- Presidente: Mario Barenghi
- Vicepresidente: Buttignol

Area tecnica
- Allenatore: Hermann Felsner

## Rosa
| N. |                   | Ruolo | Calciatore          |
| -- | ----------------- | ----- | ------------------- |
|    | Italia (bandiera) | P     | Manlio Bacigalupo   |
|    | Italia (bandiera) | P     | Vittorio Profumo    |
|    | Italia (bandiera) | P     | Alfredo Barisone    |
|    | Italia (bandiera) | D     | Luigi Bodrato       |
|    | Italia (bandiera) | D     | Edgardo Ciancamerla |
|    | Italia (bandiera) | D     | Fernando Lancioni   |
|    | Italia (bandiera) | D     | Guido Rigotti       |
|    | Italia (bandiera) | D     | Giuseppe Ronca      |
|    | Italia (bandiera) | C     | Bardi               |
|    | Italia (bandiera) | C     | Angelo Galli        |
|    | Italia (bandiera) | C     | Dario Gay           |
|    | Italia (bandiera) | C     | Mario Bossi         |

| N. |                   | Ruolo | Calciatore        |
| -- | ----------------- | ----- | ----------------- |
|    | Italia (bandiera) | C     | Mario Malatesta   |
|    | Italia (bandiera) | C     | Mario Nervi       |
|    | Italia (bandiera) | C     | Gipo Poggi        |
|    | Italia (bandiera) | C     | Mario Morando     |
|    | Italia (bandiera) | A     | Ettore Allegri    |
|    | Italia (bandiera) | A     | Cherubino Comini  |
|    | Italia (bandiera) | A     | Natale Dossena    |
|    | Italia (bandiera) | A     | Federico Munerati |
|    | Italia (bandiera) | A     | Giovanni Rebolino |
|    | Italia (bandiera) | A     | Rocca             |
|    | Italia (bandiera) | A     | Santi             |

## Statistiche

### Statistiche di squadra
| Competizione | Punti | In casa | In casa | In casa | In casa | In casa | In casa | In trasferta | In trasferta | In trasferta | In trasferta | In trasferta | In trasferta | Totale | Totale | Totale | Totale | Totale | Totale | DR  |
| Competizione | Punti | G       | V       | N       | P       | Gf      | Gs      | G            | V            | N            | P            | Gf           | Gs           | G      | V      | N      | P      | Gf     | Gs     | DR  |
| ------------ | ----- | ------- | ------- | ------- | ------- | ------- | ------- | ------------ | ------------ | ------------ | ------------ | ------------ | ------------ | ------ | ------ | ------ | ------ | ------ | ------ | --- |
| Serie B      | 36    | 12      | 11      | 0       | 1       | 29      | 1       | 12           | 5            | 4            | 3            | 13           | 15           | 24     | 16     | 4      | 4      | 42     | 16     | +26 |

### Statistiche dei giocatori
Fonte:
| Giocatore      | Serie B  | Serie B |
| Giocatore      | Presenze | Reti    |
| -------------- | -------- | ------- |
| L. Bodrato     | 4        | 1       |
| M. Bossi       | 34       | 0       |
| E. Ciancamerla | 34       | 1       |
| C. Comini      | 34       | 27      |
| N. Dossena     | 15       | 4       |
| ?. Galli       | 5        | 0       |
| F. Lancioni    | 29       | 0       |
| M. Nervi       | 11       | 0       |
| G. Poggi       | 29       | 6       |
| V. Profumo     | 6        | -4      |
| G. Rebolino    | 1        | 0       |
| G. Ronca       | 9        | 0       |